# Албаро (Верона)
Албаро (итал. Albaro) је насеље у Италији у округу Верона, региону Венето.
Према процени из 2011. у насељу је живело 764 становника. Насеље се налази на надморској висини од 24 м.